# كارولين كول
كارولين كول (بالإنجليزية: Carolyn Cole)‏ هي صحفية ومصورة أمريكية، ولدت في 24 أبريل 1961 في بولدر في الولايات المتحدة.